# Escritura rápida
La Escritura Rápida o Abreviada es un sistema de escritura que se basa en la utilización del alfabeto y la fonética del idioma español. Al igual que la taquigrafía, su función es tomar un dictado o discurso al mismo tiempo en que se está efectuando esa acción. La diferencia de las taquigrafías y de la Escritura Rápida es que esta última utiliza la abreviación para expresar una o varias palabras, y no utiliza trazos o signos especiales. Su sistema es bastante sencillo de entender y aplicar, siempre y cuando domine sus reglas.
La Escritura Rápida es utilizado para diferentes tipos de eventos, desde una clase en la universidad hasta una deposición judicial.

## Metodología
Su metodología comienza con el aprendizaje de principios, reglas, técnicas y abreviaturas del sistema. Su base es el alfabeto y la fonética del idioma español. Luego, se enfoca en el entendimiento de esas abreviaturas mediante lecturas. Con la constante lectura, el principiante desarrolla esa destreza. El siguiente paso es la habilidad de tomar dictados. Se comienza desde 20 palabras por minuto hasta llegar las 60 palabras (incluso más). También, se enfatiza en la destreza de retener palabras en la memoria, vital para la toma de dictados. Finalmente, la transcripción de las abreviaturas. Es muy importante el dominio de la gramática y ortografía, ya que es permitible tener un mínimo de exactitud del 95%.
Para el dominio de este sistema es muy importante la constante práctica.